# Megilp
Megilp (of wingel) is een medium voor olieverf voor glaceringen en fijne details.
Megilp is gebaseerd op "zwarte olie" verkregen door ingekookte lijnolie met daaraan toegevoegd loodwit of goudglit en mastiekhars te mengen met terpentine. Bij de menging met terpentine vormt het een soort boter. Een nadeel van megilp is de houdbaarheid, de verf vergeelt op den duur.